# ZEIT Sprachen
Die ZEIT Sprachen GmbH (Eigenschreibweise: ZEIT SPRACHEN, bis Ende 2022 Spotlight Verlag) ist ein deutsches Medienhaus, das sich auf unterhaltsame Einblicke mit aktuellen Berichten und Reportagen sowie der Anreicherung von Sprachtraining und Sprachübungen über Sprachlern-Medien spezialisiert hat. Seit 2018 gehört es zum Zeitverlag.

## Geschichte
Der Verlag ist mit 80 Mitarbeitern und rund 18 Millionen Euro Umsatz europäischer Marktführer im Segment der Sprachmagazine. Gegründet wurde er 1981 von dem Buchhändler Egon Müller unter dem Namen Spotlight Verlag. Den Anfang machte das englischsprachige Monatsmagazin Spotlight, entwickelt von dem Wirtschaftsjournalisten und Blattentwickler Günter Ogger. Im Laufe der Zeit kamen weitere Zeitschriften und Printprodukte sowie Online-Sprachlern-Angebote hinzu. Mit Wirkung zum 1. Januar 2018 übernahm der Zeitverlag den Spotlight Verlag, um sein Angebot im Bereich Sprachmedien zu erweitern.
Heute gibt der Verlag sechs Zeitschriften in fünf Sprachen heraus, darüber hinaus monatlich Audio-Produkte wie Hörmagazine (Audio CDs, Downloads, Podcasts), Zusatzprodukte auf einfachem Sprachniveau, PLUS-Übungshefte, Vokabeltrainer und Unterrichtsmaterial für Lehrer. Mit dem auf Sprachprodukte spezialisierten „SprachenShop“ betreibt der Verlag einen Versandbuchhandel. Als Dienstleister produziert er zudem für externe Kunden Unternehmens- und Produktvideos sowie Audioformate in verschiedenen Sprachen.

## Publikationen
- 1981: Spotlight (Englisch)
- 1984: Écoute (Französisch)
- 1991: ECOS de España y Latinoamérica (Spanisch)
- 1994: ADESSO (Italienisch)
- 1999: Spot on (Jugendmagazin / leichteres Englisch); wurde im September 2012 eingestellt.
- 2001: Business Spotlight (Englisch für den Beruf)
- 2005: Deutsch perfekt (Deutsch als Fremdsprache)

## Auszeichnungen
- 2003: Bayerischer Printmedienpreis
- 2007: Business Spotlight ist Fachzeitschrift des Jahres in der Kategorie Wissenschaft und RWS
- 2010: Worlddidac Award für den Online-Dienst dalango